# Єпархія Егнатії
Єпархія Егнатії (лат. Dioecesis Egnatiensis) — колишня християнська єпархія, сьогодні — титулярна єпархія Католицької Церкви.

## Історія
Єпархія Егнатії була розташована у римській провінції Бізацена, на території сучасного Тунісу.
Відоме ім'я тільки одного єпископа Егнатії, Фастідіоза, який згадується серед учасників Карфагенського собору 484 року, котрий скликав король вандалів Гунеріх.
Сьогодні Егнатія є титулярною єпархією Католицької Церкви. Титулярним єпископом Егнатії є єпископ УГКЦ Діонісій Ляхович, ЧСВВ, апостольський візитатор для українців греко-католиків в Італії та Іспанії.

## Єпископи
- Фастідіоз † (згадується в 484)

## Титулярні єпископи
- Луї Левеск † (13 квітня 1964 — 25 лютого 1967 успадкував архієпископський престол Рімускі)
- Данієль Ентоні Кронін (10 червня 1968 — 30 жовтня 1970 призначений єпископом Фолл-Рівера)
- Міґел Ґатан Пуруґґанан † (23 січня 1971 — 21 січня 1974 призначений єпископом Ілагана)
- Антоніо де Соуза (9 лютого 1974 — 20 липня 1977 успадкував єпископський престол Ассіса)
- Пауліно Фернандес Мадека † (22 липня 1983 — 2 липня 1984 призначений єпископом Кабінди)
- Юозас Прейкшас (31 жовтня 1984 — 24 грудня 1991 призначений єпископом Паневежиса)
- Норберт Трелле (25 березня 1992 — 29 листопада 2005 призначений єпископом Гільдесгайма)
- Діонісій Ляхович, ЧСВВ (з 21 грудня 2005)